# Bikeleasing-Service
Die Bikeleasing-Service GmbH & Co. KG mit juristischem Sitz im hessischen Vellmar und Verwaltungssitz im niedersächsischen Uslar ist ein 2015 gegründetes Unternehmen, das im Bereich des Leasings von Fahrrädern aktiv ist.
Geschäftsgrundlage ist eine 2012 erfolgte Änderung des deutschen Steuerrechts, nach der gewisse steuerliche Vorteile nicht mehr ausschließlich für Firmenwagen, sondern auch für Fahrräder gelten. Bikeleasing-Service vermittelt Leasingverträge für Fahrräder, welche von Unternehmen ihren Mitarbeitern zur Verfügung gestellt werden. Die Abrechnung der Leasingraten für diese sogenannten „Jobräder“ erfolgt im Wege des Sachbezugs und ist somit mit Steuervorteilen für die Mitarbeiter verbunden.
Das Unternehmen wurde 2015 gegründet. 2019 kam es zur Verschmelzung mit der BDS Bikedienstleistungs-Service GmbH & Co. KG in Vellmar. 2020 wurde die Hofmann Leasing GmbH in Freiburg im Breisgau übernommen. Der Umsatz von Bikeleasing-Service betrug im Jahr 2020 rund 213 Mio. EUR.
Bikeleasing ist seit der Saison 20/21 ein bedeutender Sponsor des Eishockey-Standorts Kassel. Geschäftsführer Paul Sinizin ist ebenfalls Alleineigner sowie Geschäftsführer der Kassel Huskies (KSE Kassel Sport & Entertainment GmbH) sowie der Nordhessen Arena (CANDEU Arena Management GmbH & Co. KG).